# ملوك يهوذا
ملوك يهوذا وهُم الملوك الذين حكموا مملكة يهوذا والذين كانوا من سلالة سليمان بن داود بعد انقسام مملكة إسرائيل بعد وفاة سليمان وتبدأ من الملك رحبعام بن سليمان وتنتهي بصدقيا آخر ملوك يهوذا بعد أن سقطت عاصمة مملكة يهوذا تحت سيطرة البابليين في سنة 587 ق م وسبي سكان مملكة يهوذا إلى بابل، وقد كانت مملكة يهوذا تسمى أيضاً بالمملكة الجنوبية وكانت تحكم أرض سبطي يهوذا وبنيامين، وقد كان هؤلاء الملوك جميعاً من سلالة داود ما عدا الملكة عثليا والتي كانت ابنة الملكة إيزابيل زوجة آخاب ملك مملكة إسرائيل الشمالية والتي كانت كنعانية الأصل.

## الملوك
الملوك ألذين حكموا هذه المملكة هُم:
- رحبعام بن سليمان
- أبيام
- آسا
- يهوشافاط
- يهورام ملك يهوذا
- أحازياه
- عثليا
- يوآش
- أمشياهو
- عزيا
- يوثام
- آحاز
- حزقيا
- منسى ملك يهوذا
- أمون ملك يهوذا
- يوشيا
- يهوآحاز
- يهوياقيم ملك يهوذا
- يهويا كين أو يكنيا
- صدقيا.[1]